# Cinara wahsugae
Cinara wahsugae är en insektsart som beskrevs av Hottes 1960. Cinara wahsugae ingår i släktet Cinara och familjen långrörsbladlöss. Inga underarter finns listade i Catalogue of Life.